# Château de Lafage
Le château de Lafage est un château situé à Lafage, en France.

## Localisation
Le château est situé sur la commune de Lafage, dans le département français de l'Aude.

## Historique
L'édifice est inscrit partiellement au titre des monuments historiques en 1948 (Tourelle).